# Chrysopilus correctus
Chrysopilus correctus är en tvåvingeart som beskrevs av Osten Sacken 1882. Chrysopilus correctus ingår i släktet Chrysopilus och familjen snäppflugor.
Artens utbredningsområde är Filippinerna. Inga underarter finns listade i Catalogue of Life.